# Денгоф, Генрик
 Генрик Денгоф (ок. 1585—1659) — государственный деятель Речи Посполитой, секретарь королевский (1614), каштелян дерптский (1644—1646), воевода перновский (1646—1659).

## Биография
Представитель польского дворянского рода Денгофов герба «Вепрь». Сын Кшиштофа Денгофа (ум. до 1622) и Агнессы фон Фитингоф (ум. после 1611). Брат — маршалок герцога Курляндии Герман Денгоф.
В 1614 году Генрик Денгоф упоминается в звании королевского секретаря. В 1644 году получил должность каштеляна дерптского, а в 1646 году был назначен номинальным воеводой перновским.
Был женат с 1623 года на Софии Мантейфель, от брака с которой не имел потомства.